# Woezik
Woezik est un village situé dans la commune néerlandaise de Wijchen, dans la province de Gueldre. Le 1er janvier 2006, le village comptait 3 820 habitants. Ce nombre comprend également le quartier de Woezik, intégré dans la ville de Wijchen.